# 漬物床
漬物床（つけものどこ）、漬け物床（つけものどこ）、漬床（つけどこ）とは糠、麹、味噌などを利用し、野菜などの材料の味に、発酵を利用した独特の旨味と香りを加えた漬物を作るためのもの。

## 概要
交通の便が悪かった山間部などでは、冬期に新鮮な野菜を入手することが困難なため、保存法の一つとして手持ちの野菜を漬物に加工することが多かった。
桶や壺、バットなどに詰めるのが普通であるが、最近では手入れの際に手に匂いがつくことを避けるため、ポリ袋に入ったものも売られている。

## 様々な漬物床
漬物床の材料には様々なものあるが、代表的な物は糠漬けのための糠床である。変わった漬物床としては、パン床、ヨーグルト床、米麹床、おから床、海藻床などがある。

### ヨーグルト漬け
糠漬けの味を手軽に早く実現する方法として、ヨーグルト漬けがしばしばメディアで紹介された。これは糠の代用としてヨーグルトに野菜を漬けると糠漬けの様な漬物が手軽に出来るという漬け方の一つである。糠漬けとは別の種類の乳酸菌による発酵のため、すっきりとした味わいとなる様子である。

### パン床
糠床の代用に、パンに塩とビールを使った代用糠床。

### いも床
会津地方で昔から作られている漬け物床。三五八漬けの材料として糠を使用するため、発展した。ジャガイモに塩と砂糖を加えて、寝かせたもの。ほのかに甘いのが特徴。